# Jean Gaudreau
Pour les articles homonymes, voir Gaudreau.
Jean Gaudreau est un artiste-peintre, graveur, sculpteur et photographe canadien né le 27 mai 1964 à Québec. Il est considéré comme l'un des artistes-peintres contemporains les plus importants de la Capitale-Nationale. 
En 2008, il a été immortalisé parmi les figures notoires de l'art contemporain québécois par Robert Lepage lors des festivités du 400e anniversaire de la fondation de Québec. Dans son film animé Le Moulin à images, Robert Lepage a projeté des œuvres de Jean Gaudreau, qui côtoyaient, entre autres, celles de Jean Paul Lemieux, Martin Bureau, Jean-Paul Riopelle et Alfred Pellan sur des silos à granules situés à Anse au Foulon, dans le vieux port de Québec.

## Biographie
Jean Gaudreau est né à Québec le 27 mai 1964. À 10 ans, sa mère, Claudia Tremblay, professeur d'arts plastiques, musicienne et peintre, place son enfant aux bons soins de Sœur Alice Pruneau pour lui apprendre, au Séminaire des Pères Maristes à Québec, les rudiments du dessin. Enfant, il apprend « à l’ancienne » les manières noires et l’importance de la géométrie en dessin. En effet, Sœur Pruneau lui enseigne les règles de la perspective, les points de fuite et le Triangle d’or. La mère du peintre a également joué un rôle prédominant dans l’apprentissage des pratiques plastiques de son fils. Elle-même sera l'élève de l’artiste multidisciplinaire Jean Palardy. 

### Entre tradition et modernité (1974-1985)
À 12 ans, Jean peint des scènes de genre dans le Vieux-Port de Québec . Il croque ainsi ses premiers sujets : les débardeurs, les bateaux, les quais, le fleuve et, en fond de trame, les édifices juchés sur le promontoire de la Ville de Québec,  le cap Diamant. Il esquisse, à la manière des paysagistes ruraux, les contours des vieux bâtiments. Le Château Frontenac, le Séminaire de Québec, l’Édifice Price, entre autres, sont les sujets de prédilections de l’adolescent fiévreux et, de même, des sujets prémonitoires. Par exemple, ce tableau vu du bassin Louise, Les remorqueurs devance de trente années l'évènement Le Moulin à images du dramaturge et cinéaste Robert Lepage. En 2008, les œuvres de Jean Gaudreau seront projetées sur les immenses silos à Anse au Foulon parmi celles des grands peintres de l’histoire de la Ville de Québec.

### Isle-aux-Coudres
Les tableaux de paysages ruraux dans Charlevoix seront la curiosité des habitants et touristes de L'Isle-aux-Coudres. Jusqu’à 1985, les étés de jeunesses de l’artiste, sont consacrés à la peinture de paysages peints sur le motif à hauteur de cent ou deux cents par année. C'est à l'extérieur d'un hôtel réputé de l’Île que seront vendus ses tableaux. « Jean Gaudreau peint en utilisant l'huile, l'acrylique, le pastel à l'huile, qu'il maîtrise et harmonise à la fois avec fougue et subtilité ». Il s’agit également d’une période marquante pour l’adolescent, qui fréquente l’artiste-peintre Jean Paul Lemieux. Ce dernier, n’est jamais loin pour souligner au jeune Jean Gaudreau l’importance attachée aux dessins dans la pratique en peinture. « À 17 ans, Jean Gaudreau présente son premier solo en galerie, et depuis il se manifeste régulièrement, en solo ou en groupes. Des centaines de ses tableaux ont été acquis par des collections privées ou publiques, et quelques expériences en murales déboucheront sur de plus importantes commandes ».

## Démarche de l'artiste
Peintre, sculpteur et graveur, l’artiste de Québec explore les divers moyens techniques et les envisage non pas séparément comme un véhicule d’expression individué, mais bien comme un ensemble de manières, un corps entier, qui a l’avantage de maximiser une expression frénétique, une passion envahissante. Jean Gaudreau se transfigure en saltimbanque à nos dépens pour créer des orgies visuelles flamboyantes. L’artiste puise son iconographie dans la syntaxe du cirque, la grammaire de la danse et le vocabulaire de l’art plastique.
« Le hasard des rencontres et l'esprit même de sa production artistique ont amené Gaudreau à associer, depuis plusieurs années, la danse et la performance à sa peinture. Tant par les thèmes qu'il aborde que dans le concept de nombreux évènements qu'il a produits, le corps est devenu un élément central de son travail. Dans ses compositions, l'artiste joue avec des mises en scène étoffées où les personnages empruntés à l'univers du cirque et de la danse, tantôt dynamiques, tantôt statiques, s'incorporent aux différents éléments formels pour créer un espace ouvert et animé. La couleur, jusqu'à maintenant confinée dans un rôle de soutien, devient dans cette série une assise fondamentale de l'ensemble, sans toutefois sombrer dans la dimension purement décorative. Complice particulièrement efficace, elle agit comme un déclencheur. »
L’épithète multidisciplinaire pour annoncer le créateur se confond avec celle, à propos, de pluridisciplinaire. Jean Gaudreau sculpte le matériau brut d’une manière appliquée, une rigueur issue d’un empirisme d’atelier à ployer l’échine, à pétrir la surface et tordre les supports. Ce labeur tout-fou explicite cette maîtrise de l’agencement des couleurs, de la gestuelle expressionniste et, surtout, cette attention soignée à l’égard de la planéité de la toile. L’artiste ne peut pas supporter la légèreté du vide, ni la banalité du quotidien.  Les grands formats présentés en 2003 dans les locaux du siège social du Cirque du Soleil, à Montréal, en témoignent. Des surfaces empâtées, occupées, étouffées, meurtries, brisées et amoncelées nerveusement.
« Jean Gaudreau, à travers M-515, aura inscrit sur l’incarnat d’une mer frémissante le profil d’un visage crayeux maculé des pleurs rougeoyants d’une fin de jour. Un long trait, tendu par deux moribonds abandonnés dans le vide, fait basculer cette tête dans la nocturne étrangeté du monde. »
Les empâtements de bleu, de rouge ou de jaune sont des souvenirs d’enfance, des paysages intérieurs, des morceaux d’histoire, bref, des couleurs particulières à la Ville de Québec. « Si, comme le dit l'artiste Leng Hong, “peindre les paysages du corps ou peindre la peau des rêves c'est toujours dessiner son paysage intérieur”, alors le paysage intérieur de Gaudreau est plutôt fascinant. Les éléments de son œuvre, pièces détachées du subconscient universel, s'assemblent adroitement sur toile, comme un puzzle. »
Il revisite sans cesse, presque qu’avec acharnement, ce chaleureux malstrom volcanique en accumulant des couches matérielles, des gestes peints, de fines esquisses, des traits violents certains, des contours doux maîtrisés, des oxymorons visuels caractérisés par de délicates gouttelettes ou par des mouvements sévères, articulés par un bras vif qui jette sur toile des humeurs, des paysages mentaux, des odeurs.
« Il est sans contredit une figure singulière du monde de l’art visuel québécois. D’abord, parce qu’il a beaucoup de cran et d’audace. Aussi et surtout, parce qu’il vit de sa peinture, ce qui est en soi assez exceptionnel. Il a su s’entourer de mécènes, de collectionneurs et d’amateurs d’art. Ses œuvres sillonnent les galeries de Vancouver, Toronto, Montréal et New York. Il vit de son art, mais il faut s’entendre. Il a choisi un type de vie précaire et modeste, comme beaucoup d’autres créateurs. Jean Gaudreau définit sa peinture comme étant intuitive. Son approche privilégie l’émotion, la subjectivité, voire l’expression de l’«inconscient». Il s’inspire aussi de la danse et du mouvement; sa peinture est en conséquence très gestuelle. »
En regard de l’historiographie vivace du peintre obstiné, faillible et lyrique, la volonté, allégresse de l’artiste, cette intransigeante maîtresse, est déesse toute puissante. Le jeune peintre inspiré de Riopelle ou Lemieux, qu’il fréquenta dès l’aube, adule plus qu’il ose prétendre. Univers marqué par la danse, le théâtre, la peinture, l’histoire, la sculpture et la performance nourrit les créations et il s’en abreuve sans relâche, source inépuisable d’inspiration. En effet, Jean Gaudreau tire profit de fragments amoureux comme des empreintes du passé dans le présent, il laisse des traces dans ses œuvres comme des sédiments parcellaires, des rituels de passages obligés pour celui qui cherche sans cesse à se renouveler, tel un Sisyphe borné et intarissable. 
« Des touches rappellent Riopelle, Pollock, Stella, Klimt, Ferron ; des traces évoquent les automatistes et les envolées chères aux abstraits lyriques. Certes, l'artiste se réclamerait d'un postmodernisme qui tendrait à intégrer toutes les tendances comme en témoignent la présence d'éléments figuratifs et non-figuratifs, de visages de femmes à l'expression lascive, de lignes sinueuses et la juxtaposition de tons éclatants et de dorures. La prédominance de la gestuelle et l'aspect volontairement moins fini et plus primaire de sa peinture constituent des essais d'affirmation d'un style personnel. »

## Seconde vie
Jean Gaudreau a commencé son exploration du cuivre à l'aide de fragments récupérés de l'ancienne tourelle sud du Château Frontenac,,,,,. Après avoir maitrisé la technique de transformation de ces pièces métalliques, l'artiste les a intégrées dans ses tableaux, leur donnant ainsi une seconde vie. 
« En utilisant un matériau surgi du passé — le cuivre — pour en faire un personnage actuel, l'artiste explore ce que l'on pourrait décrire comme le point de métamorphose du médium, tentant de répondre à certaines questions comme “Que se passe-t-il au moment où ces vestiges entament une nouvelle vie ?” “Qu'arrive-t-il lorsque le présent et le passé deviennent un seul et même personnage ?” Interrogé sur le choix de la représentation du cœur comme sujet de ses récentes créations, Jean Gaudreau affirme «j'ai choisi la forme du cœur, symbolique intemporelle de l'amour, pour exprimer cette transition entre le passé et le présent. Le passé et le présent sont les deux battements d'un même cœur.” »

## Documents vidéos
- Belco, J : Jean Gaudreau - Environnement de création, 2010
- Lacerte, Louis : Jean Gaudreau - Moulin à images, 2014
- Roberge, Josiane : Balise du Temps, 2015
- Roberge, Josiane : Court métrage  - Tambours flambeaux, 201

## Collections publiques et privées
- Musée du Bas-Saint-Laurent
- Cirque du Soleil
- Québecor Média
- Loto Québec
- Feel Europe Groupe
- Ville de Québec
- Université Laval
- Université de Sherbrooke
- Groupe TVA
- Alcan Canada
- Banque TD
- Premier Tech
- Musée Laurier